# John Braid
Pour les articles homonymes, voir Braid (homonymie).
John Braid est un joueur britannique de cricket né le 29 janvier 1869 à Kirkcaldy et mort le 9 avril 1960 à Édimbourg, qui a représenté la France lors des Jeux olympiques d'été de 1900 à Paris.

## Biographie
Il participe à l'unique match de cricket aux Jeux olympiques en 1900 à Paris. La France, représentée par l'équipe du Standard Athletic Club, est battue par l'Angleterre et remporte donc la médaille d'argent.